# Liste der Wappen im Landkreis Altenkirchen (Westerwald)
Die Liste der Wappen im Landkreis Altenkirchen (Westerwald) in Rheinland-Pfalz, Deutschland.

## Landkreis Altenkirchen (Westerwald)

Wappen des Landkreises Altenkirchen
Lage in Rheinland-Pfalz
Lage in Deutschland

### Verbandsgemeinde Altenkirchen-Flammersfeld

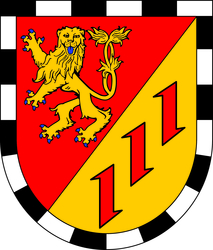
Wappen der Verbandsgemeinde Altenkirchen-Flammersfeld

Almersbach
Altenkirchen (Westerwald), Stadt
Bachenberg
Berod bei Hachenburg
Berzhausen
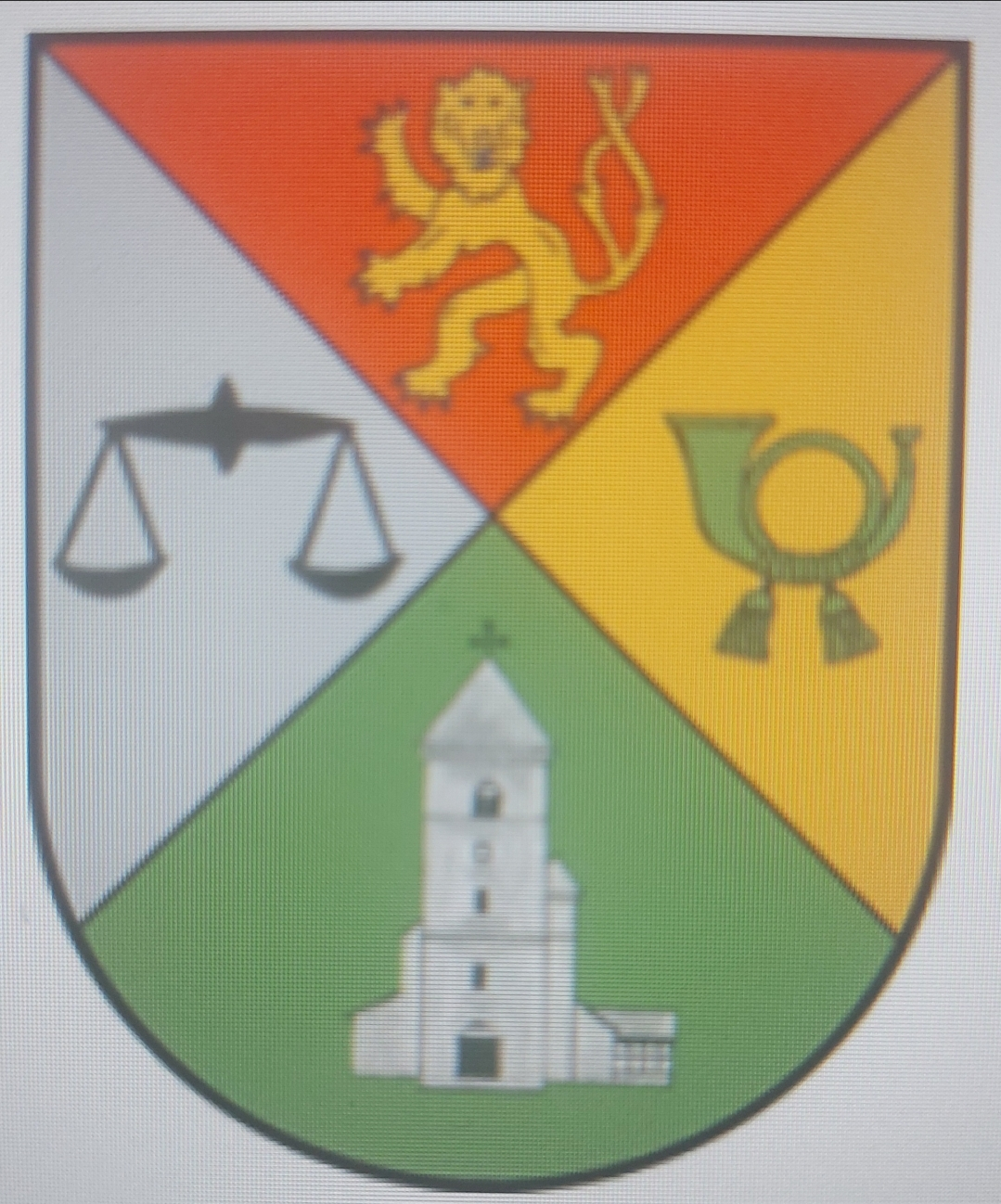
Birnbach
Bürdenbach
Burglahr
Busenhausen
Eichelhardt
Eichen
Ersfeld
Eulenberg
Fiersbach
Flammersfeld
Fluterschen
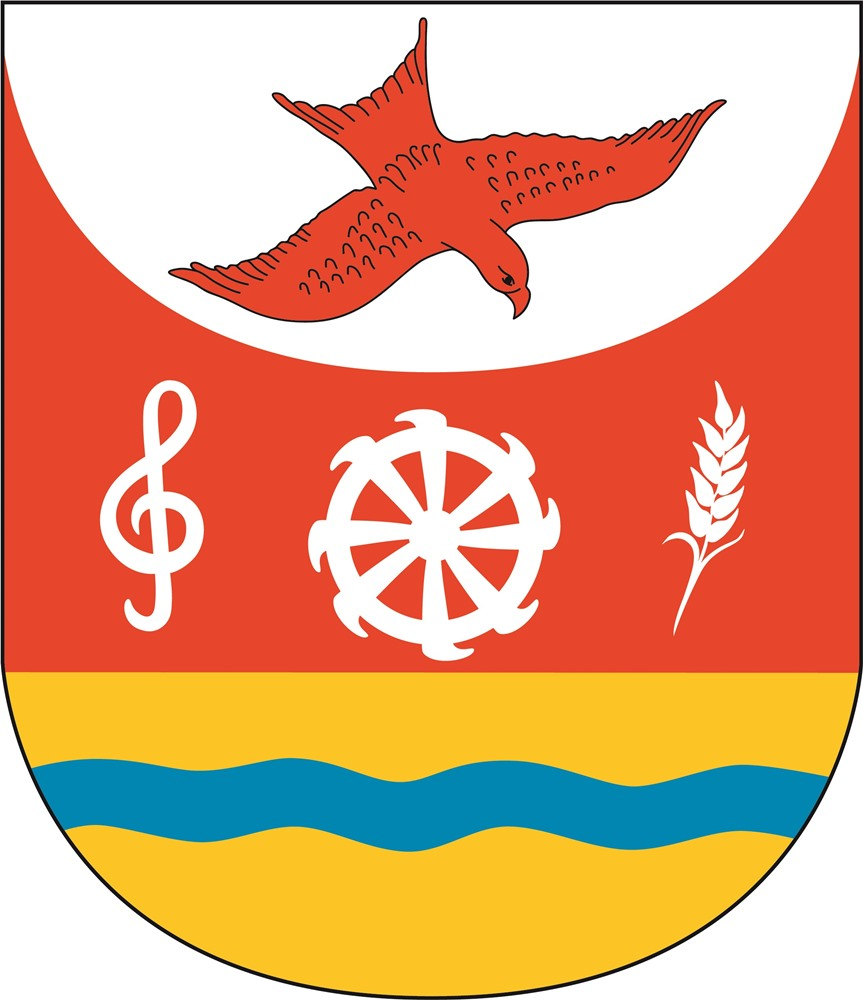
Forstmehren
Gieleroth
Giershausen
Güllesheim
Hasselbach
Helmenzen
Helmeroth
Hemmelzen
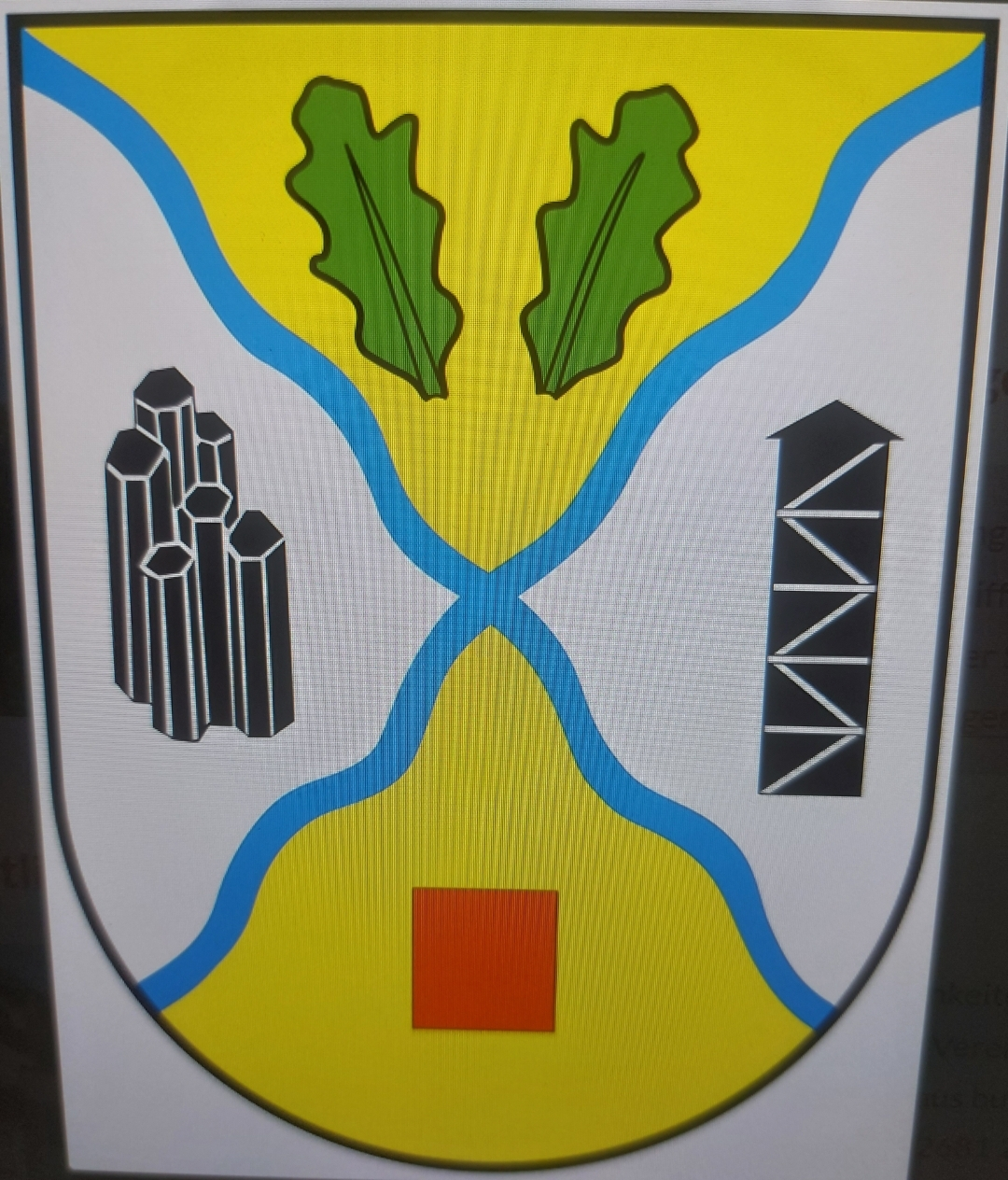
Heupelzen
Hilgenroth
Hirz-Maulsbach
Horhausen (Westerwald)
Idelberg
Ingelbach
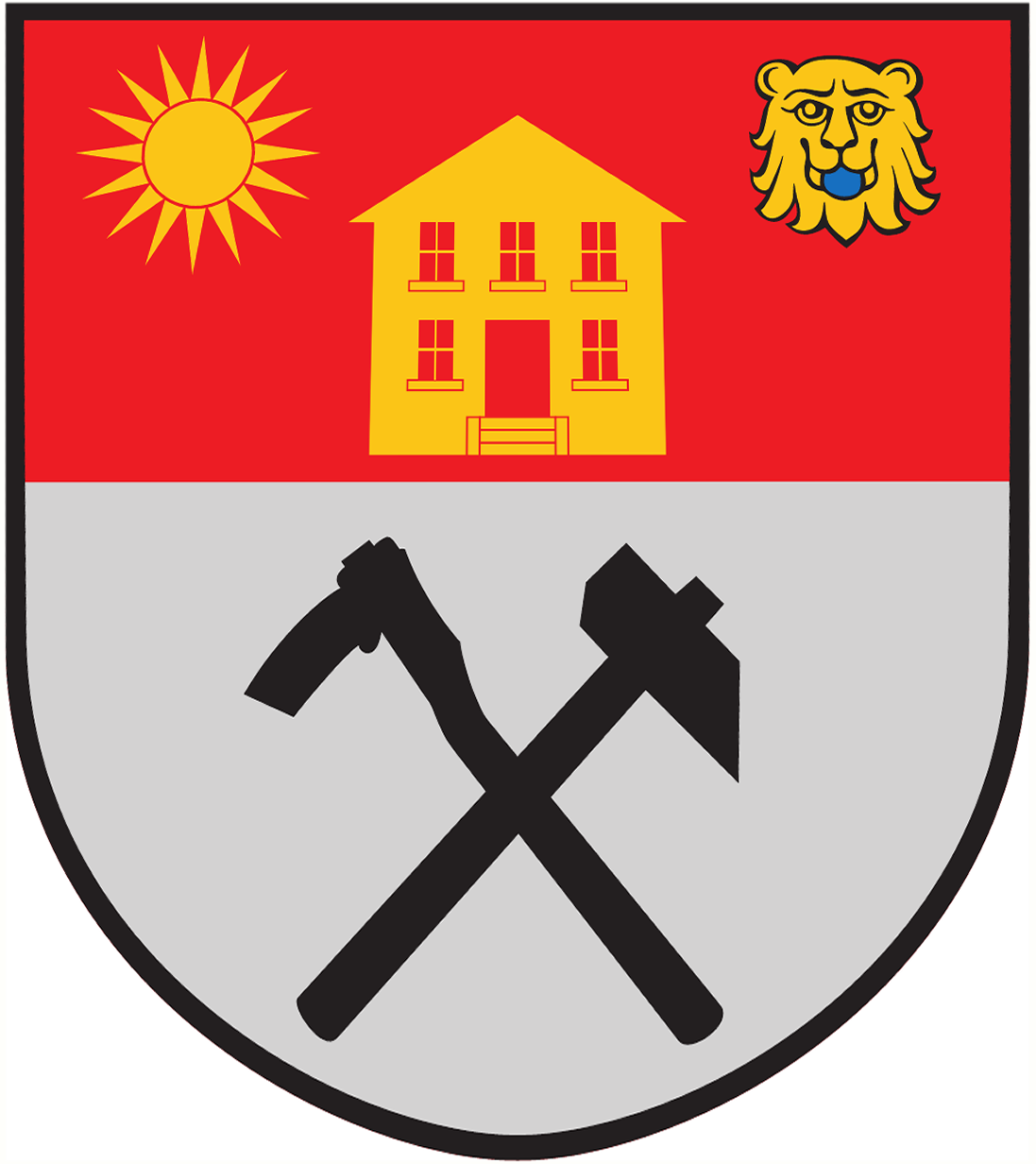
Isert
Kescheid
Kettenhausen
Kircheib
Kraam
Krunkel
Mammelzen
Mehren
Michelbach (Westerwald)
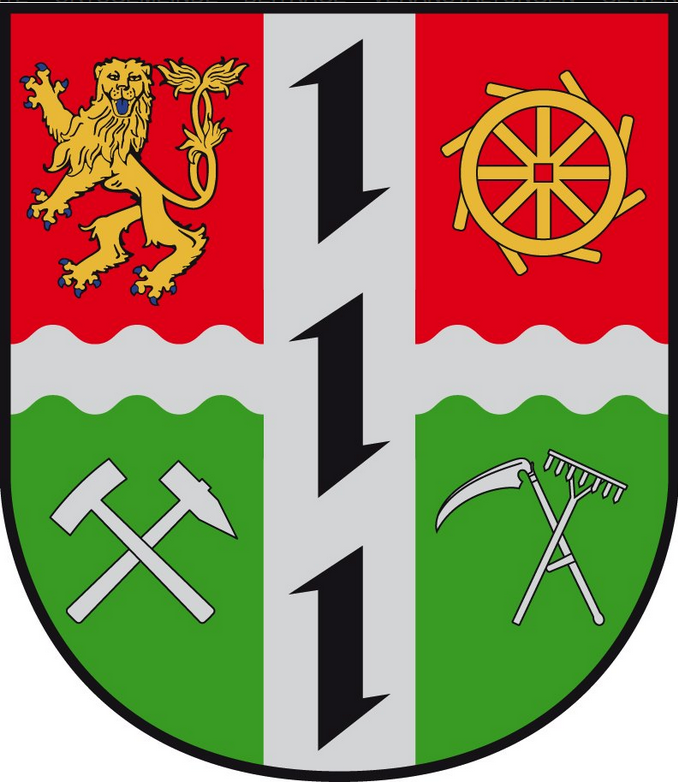
Neitersen
Niedersteinebach
Obererbach (Westerwald)
Oberirsen
Oberlahr
Obersteinebach
Oberwambach
Ölsen
Orfgen
Peterslahr
Pleckhausen
Racksen
Reiferscheid
Rettersen
Rott
Schöneberg
Schürdt
Seelbach (Westerwald)
Seifen
Sörth
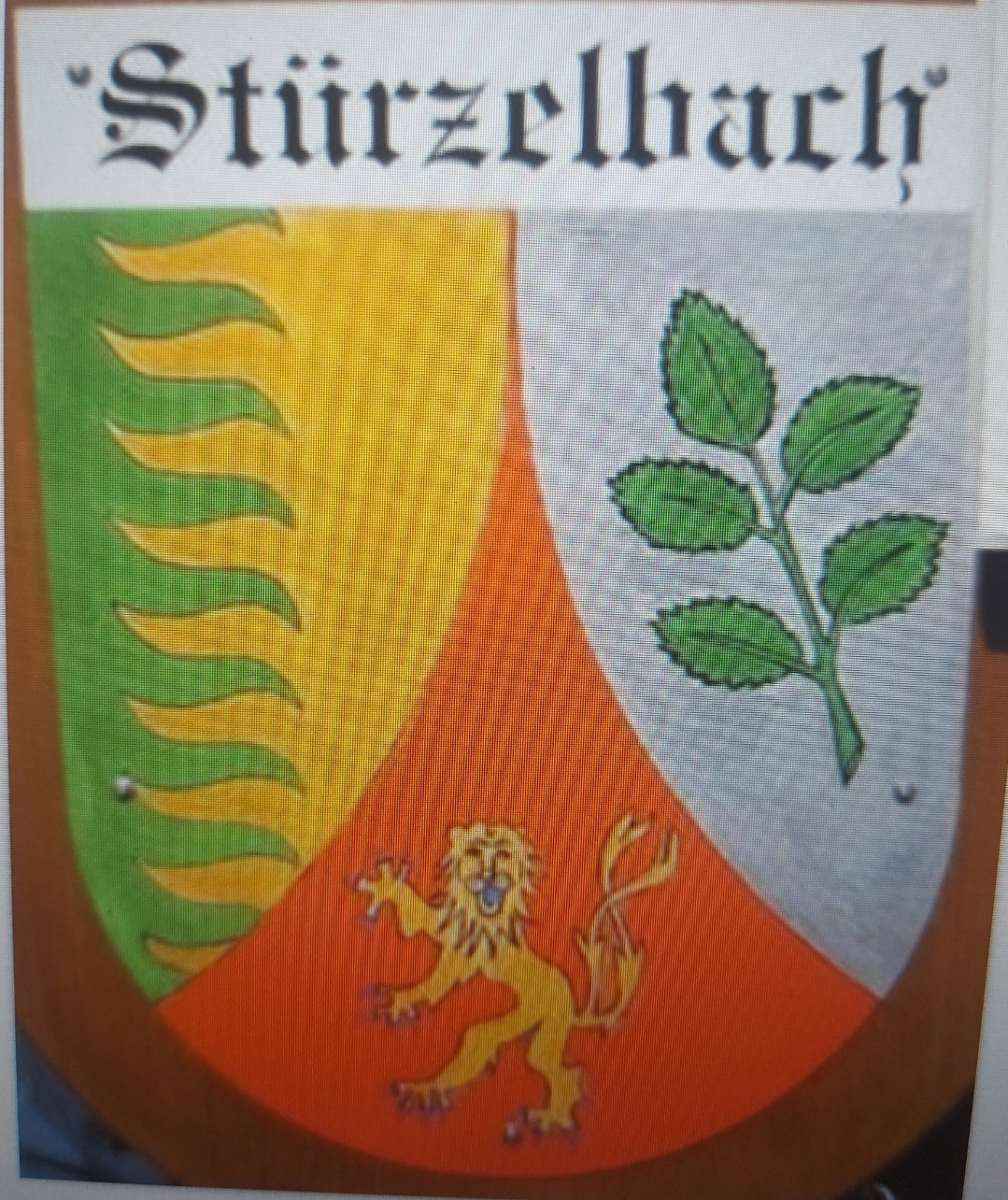
Stürzelbach
Volkerzen
Walterschen
Werkhausen
Weyerbusch
Willroth
Wölmersen
Ziegenhain

### Verbandsgemeinde Betzdorf-Gebhardshain

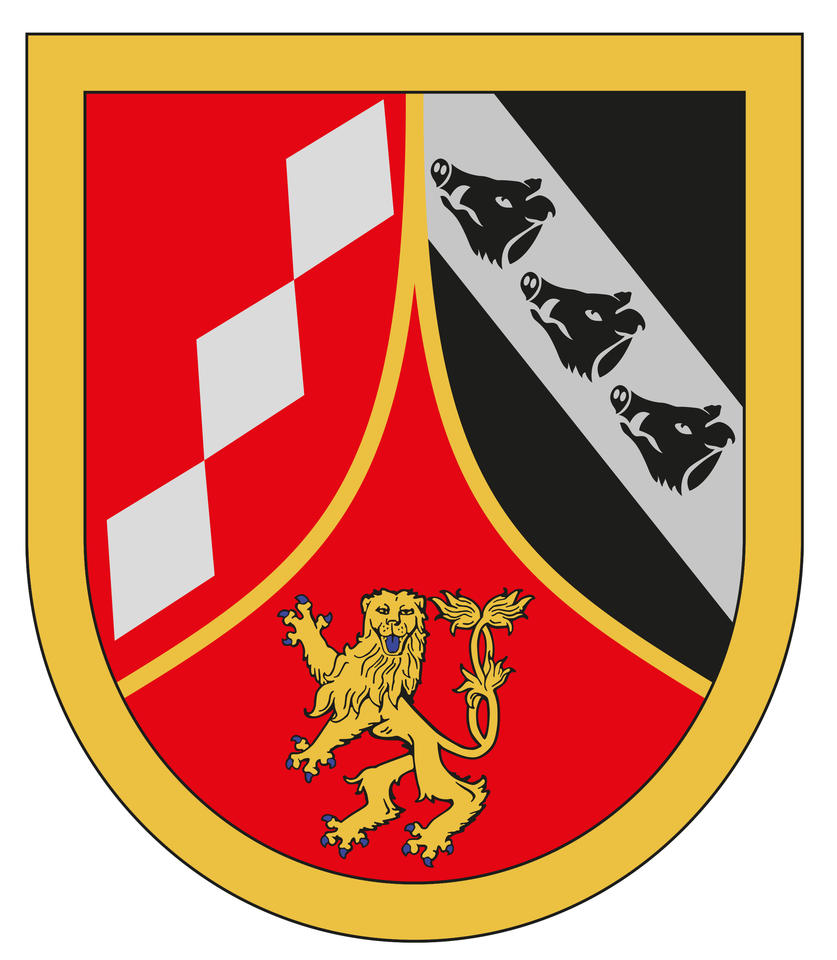
Wappen der Verbandsgemeinde Betzdorf-Gebhardshain

Alsdorf
Betzdorf, Stadt
Dickendorf
Elben
Elkenroth
Fensdorf
Gebhardshain
Grünebach
Kausen
Malberg
Molzhain
Nauroth
Rosenheim (Landkreis Altenkirchen)
Scheuerfeld
Steinebach/Sieg
Steineroth
Wallmenroth

### Verbandsgemeinde Daaden-Herdorf

Wappen der Verbandsgemeinde Daaden-Herdorf

Daaden
Derschen
Emmerzhausen
Friedewald
Herdorf, Stadt
Mauden
Niederdreisbach
Nisterberg
Schutzbach
Weitefeld

### Verbandsgemeinde Hamm (Sieg)

Wappen der Verbandsgemeinde Hamm (Sieg)

Birkenbeul
Bitzen
Breitscheidt
Bruchertseifen
Etzbach
Forst
Fürthen
Hamm (Sieg)
Niederirsen
Pracht
Roth
Seelbach bei Hamm (Sieg)

### Verbandsgemeinde Kirchen (Sieg)

Wappen der Verbandsgemeinde Kirchen (Sieg)

Brachbach
Friesenhagen
Harbach
Kirchen (Sieg), Stadt
Mudersbach
Niederfischbach

### Verbandsgemeinde Wissen

Wappen der Verbandsgemeinde Wissen

Birken-Honigsessen
Hövels
Katzwinkel (Sieg)
Mittelhof
Selbach (Sieg)
Wissen, Stadt

### Historische Wappen

Verbandsgemeinde Altenkirchen (Westerwald)
Verbandsgemeinde Betzdorf
Verbandsgemeinde Daaden
Verbandsgemeinde Flammersfeld
Verbandsgemeinde Gebhardshain
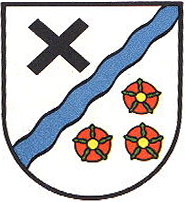
Wissen, Stadt (alt)